# RhB ABe 4/4 III
Les ABe 4/4 III sont des automotrices de ligne à voie métrique de type BoBo utilisées par les Chemins de fer rhétiques, qui sont le principal réseau de chemin de fer du canton des Grisons en Suisse. Ces automotrices sont utilisées sur la Ligne de la Bernina. Leur immatriculation est ainsi car ce sont des automotrices qui comportent des compartiments de première (A) et de seconde classe (B), la lettre (e) indique qu'il s'agit d'engins électriques. Elles sont de type BoBo (4/4) et c'est la troisième série de la compagnie à avoir ces caractéristiques (III).

## Histoire et construction
Les trafics voyageurs et marchandises augmentèrent très fortement à la fin des années 1980 sur la ligne de la Bernina (hausse de plus de 60% entre 1984 et 1989). Pour faire face à l'accroissement du trafic le RhB passe commande en 1986 de trois automotrices. Trois entreprises sont chargées de la construction: SWA est chargé de la partie mécanique, ABB est chargé de la partie électrique, et SIG est chargé de la construction des bogies moteurs.
Les ABe 4/4 III no 51 à 53 sont livrés au milieu de l'année 1988. 
Une seconde série de 3 automotrices identiques no 54 à 56 sont livrés avant l'été 1990.
À l'instar du reste du matériel moteur du RhB, ces automotrices ont reçu un nom de baptême. 
Après 35 années de bons et loyaux services, le 22 octobre 2023 fut le dernier jour de circulation régulière des ABe 4/4 III remplacées par la suite par les ABe 8/12 « Allegra ». La 54 est conservée comme véhicule historique. 

## Caractéristiques techniques
Alors que les matériels plus anciens étaient équipés d'une chaîne de traction électromécanique avec rhéostat, les ABe 4/4 III sont propulsées par des moteurs asynchrones à courant triphasé alimentés par des onduleurs à thyristors GTO (un onduleur par bogie). Cet équipement permet le freinage à récupération, ou en secours le freinage rhéostatique.
Les auxiliaires (compresseur, ventilateurs...) font appel à la même technologie.
Les ABe 4/4 III sont couplables en unités multiples entre elles et avec les ABe 4/4 II et les Gem 4/4. Une automotrice seule peut remorquer 90 à 95 t.

## Services
Toutes les machines sont entretenues par l'atelier de Landquart (Grisons), mais elles restent stationnés dans les dépôts de Poschiavo et de Pontresina. Elles circulent uniquement sur la ligne de la Bernina du fait de leur alimentation qui est différente du réseau de base. Elles assurent aujourd'hui les trains Regio entre Saint-Moritz et Tirano. Ces trains de voyageurs peuvent acheminer de temps à autre des wagons de marchandises, comme des wagons de produits pétroliers depuis la gare frontière de Campocologno vers Landquart, ou des wagons chargés de grumes vers l'Italie. Elles assurent également la traction de trains plus prestigieux comme le Bernina Express, mais la traction de ces trains a été reprise majoritairement par les automotrices bi-courant issues du programme Allegra: les ABe 8/12.

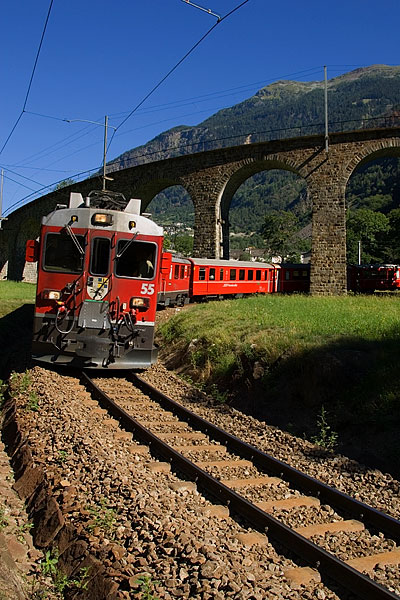
L'ABe 4/4 ^{III} 55 passe sous le viaduc hélicoïdal de Brusio.

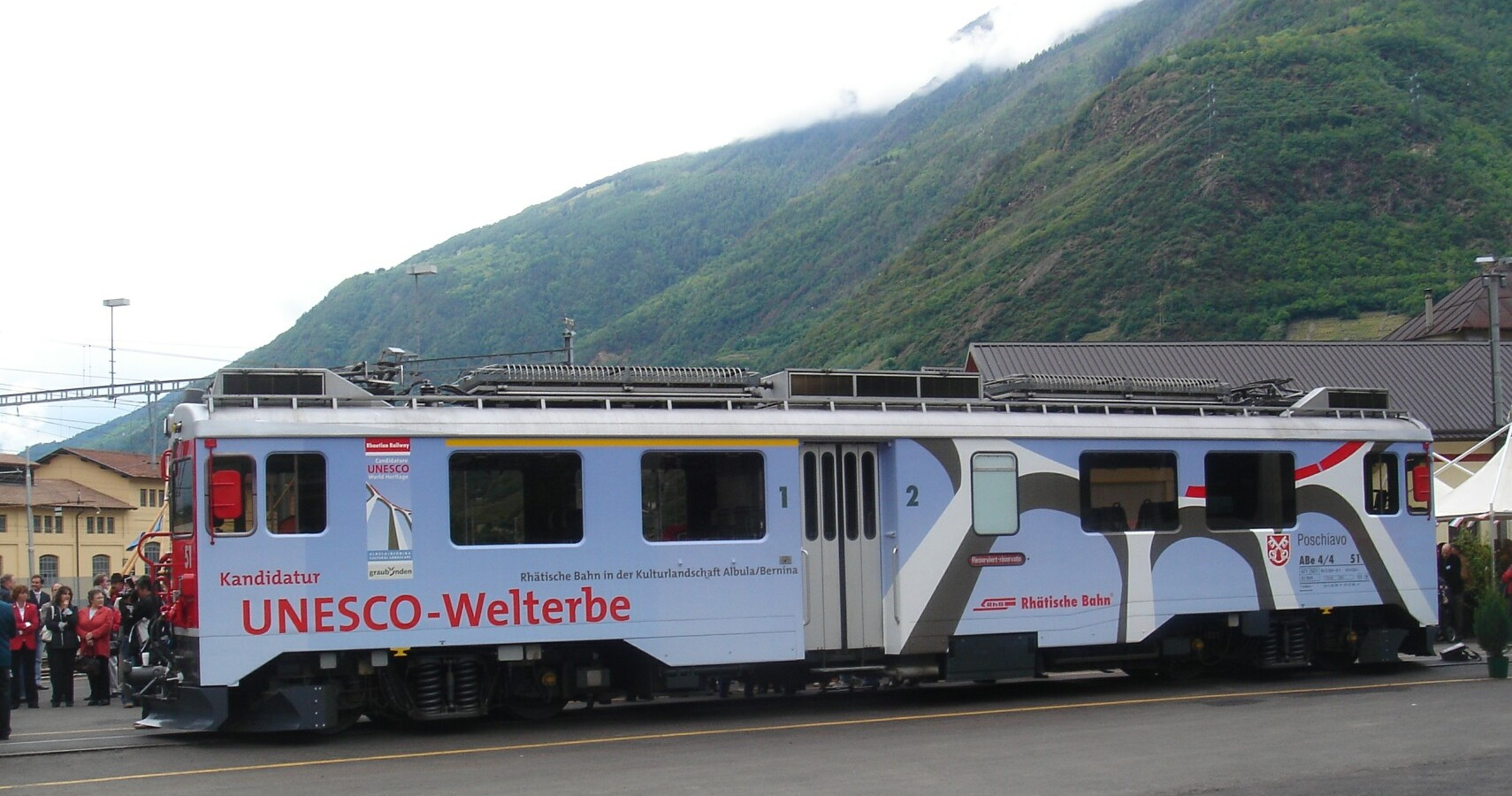
La livrée spéciale "Unesco" de la 51, à Tirano le 5 mai 2007